# Place des Palais
La place des Palais (en néerlandais : Paleizenplein) est une place de Bruxelles située entre la rue Ducale et la rue Royale. Longue de 350 m et large de 70, elle est longée au nord par le parc de Bruxelles et au sud par le palais royal. Elle est en légère pente.

## Histoire
Son histoire est indissociable de celle du palais royal. Il est actuellement difficile de se représenter le site originel, tellement la configuration du terrain a été bouleversée au cours des siècles : à l'origine l'endroit était un vallon creusé par un ruisseau, le Coperbeek (c'est-à-dire le ruisseau au cuivre en néerlandais), qui séparait l'ancien palais du Coudenberg de la Warande (c'est-à-dire la garenne en néerlandais). Après l'incendie du palais en 1731, l'endroit resta à l'abandon jusqu'à l'aménagement de l'actuel parc de Bruxelles. En 1779, on traça autour du parc plusieurs artères, dont l'une appelée rue de Belle-Vue est à l'origine de la place des Palais. Pour ce faire, il fallut remblayer une partie du vallon. C'était une rue plus étroite que la place actuelle et qui se terminait par un coude à chaque extrémité. Elle devait son nom au panorama qu'elle offrait à l'ouest vers la ville.
En 1827, la rue de Belle-Vue prit le nom de place des Palais. On pourrait s'étonner de l'emploi de « palais » au pluriel : après l'aménagement du parc, on avait en effet construit deux « palais » - il faut plutôt parler d'«hôtels» - de ce côté du parc, l'un à l'usage du comte Louis de Belgiojoso (à l'origine destiné au prince de Georges-Adam de Starhemberg), Ministre plénipotentiaire de l'empereur d'Autriche, l'autre à celui du baron de Bender, commandant des troupes autrichiennes. La première des deux demeures est devenue le noyau du grand salon blanc de l'actuel palais royal. À l'époque du royaume uni des Pays-Bas, le roi Guillaume Ier des Pays-Bas les fit relier par un portique, supprimant du même coup la rue Héraldique qui les séparait. Malgré des aménagements ultérieurs, Bruxelles manquait néanmoins toujours cruellement d'un palais royal digne de ce nom et, en 1904, Léopold II, qui ne se satisfaisait pas de cette situation, décida de le transformer complètement. À cette occasion, afin de créer une clôture et des jardins entre le palais et la place, la place des Palais fut décalée et agrandie au détriment du parc royal, dont on combla une partie des bas-fonds ; elle prit alors son aspect rectiligne actuel.
Depuis la disparition des voies du tramway qui empruntaient la place des Palais, celle-ci est traversée par de nombreuses lignes de bus ; elles sont déviées lorsque des évènements importants ont lieu sur la place.

## Événements
Tant par ses dimensions que par sa situation privilégiée, face au palais royal, la place des Palais se prête à la tenue de cérémonies officielles. Le 21 juillet, jour de la Fête nationale, c'est ici que se tient généralement le défilé militaire et civil auquel assistent la famille royale, les corps constitués ainsi que le corps diplomatique.
La place des Palais reste également dans les mémoires comme un lieu de deuil exceptionnel. Dès le 1er août 1993, la place connut un concours de foule inhabituel après l'annonce du décès du roi Baudouin. Le 5 août, la place connut un record d'affluence : entre 100 000 et 200 000 personnes qui souhaitaient rendre un dernier hommage à la dépouille du roi exposée au palais Royal s'y pressèrent tout au long de la journée.
Même si l'endroit n'était pas initialement destiné à ce genre de manifestations, la place des Palais est également devenue un lieu festif. Elle accueille notamment des concerts lors de la Fête de la Communauté française de Belgique, de la Fête de l'iris, de Bruxelles-Champêtre, ou encore de la Fête de la musique. À cette occasion, un numéro de l'émission Taratata présenté par Nagui le 21 juin 2011 déplaça plus de 50 000 personnes. En été, la place est animée par le Brussels Summer Festival. En 2010, le peloton du Tour de France quitta la place des Palais pour 10 km de défilé à travers Bruxelles.

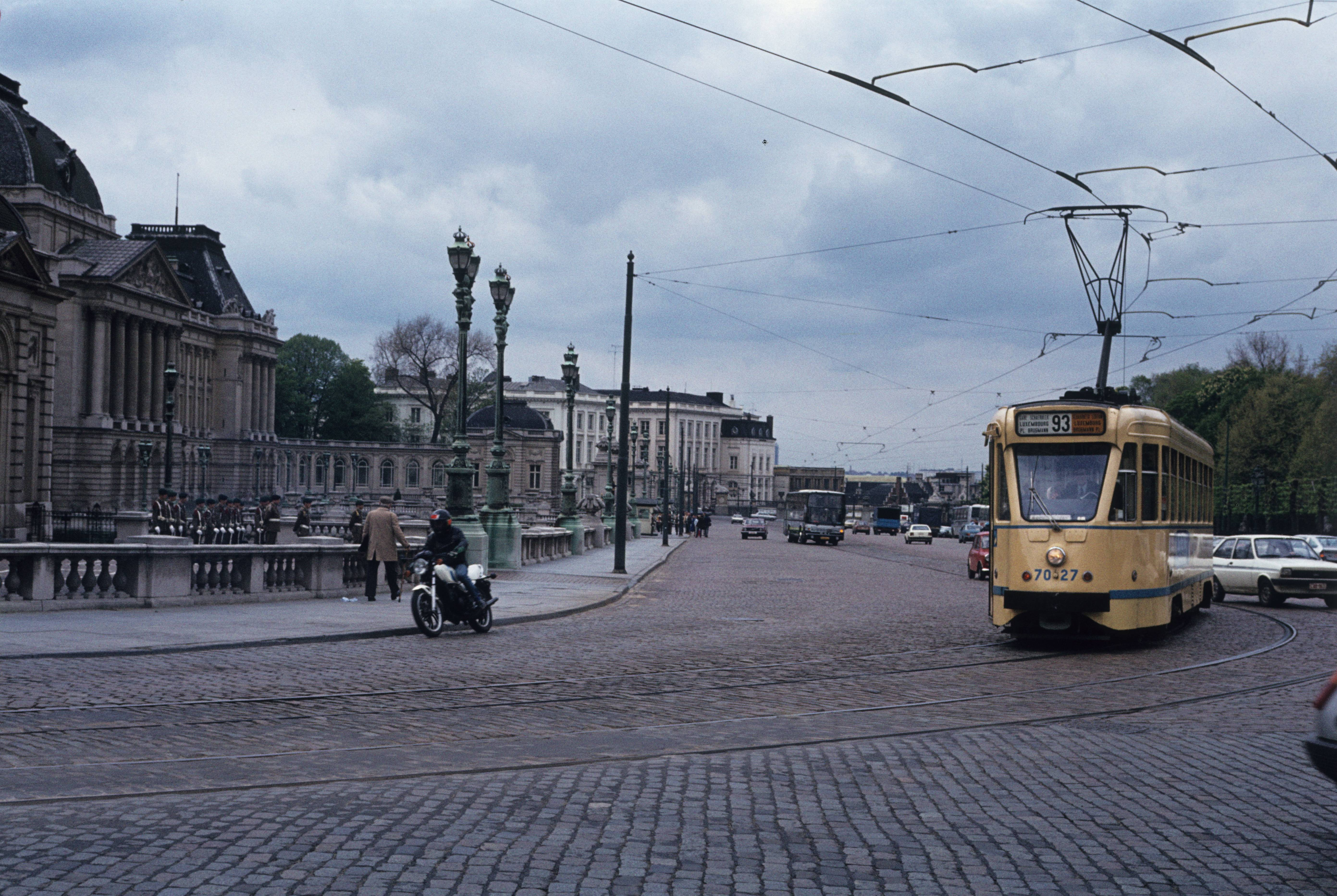
Anciens rails du tramway de Bruxelles, depuis démontés.
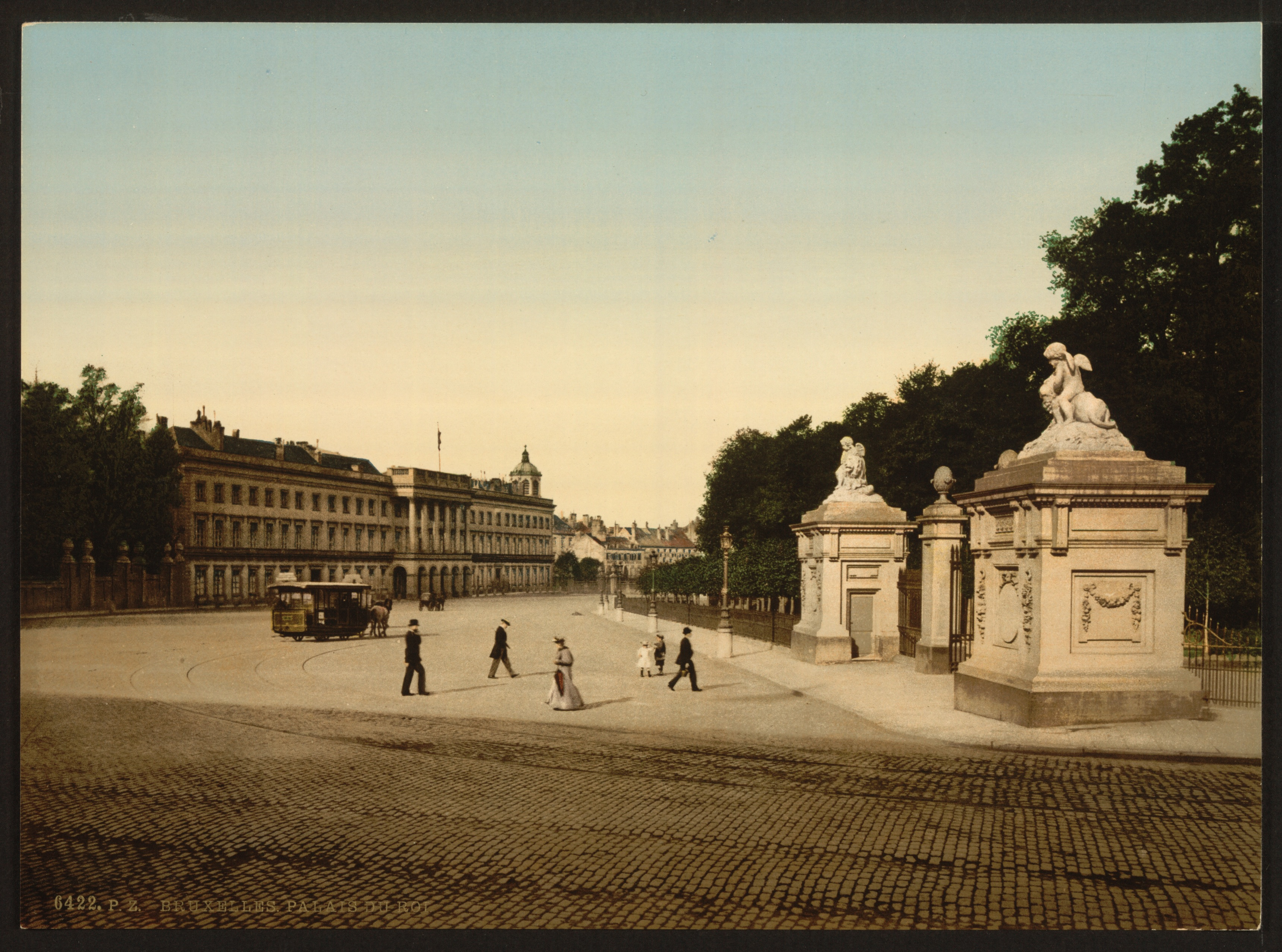
Avant l'élargissement du Palais et de la place.
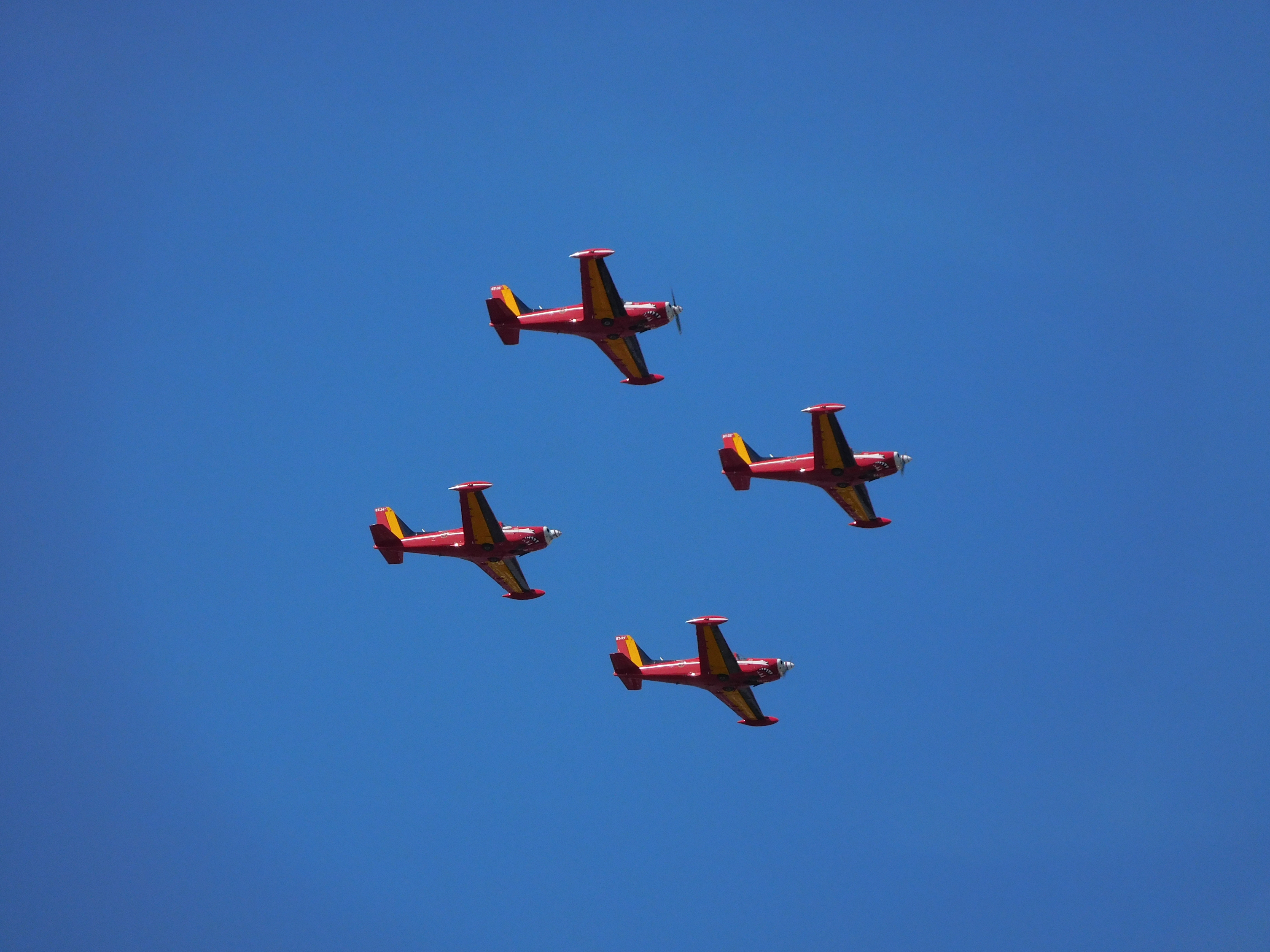
Défilé aérien pour la fête nationale, vue depuis la place des Palais.
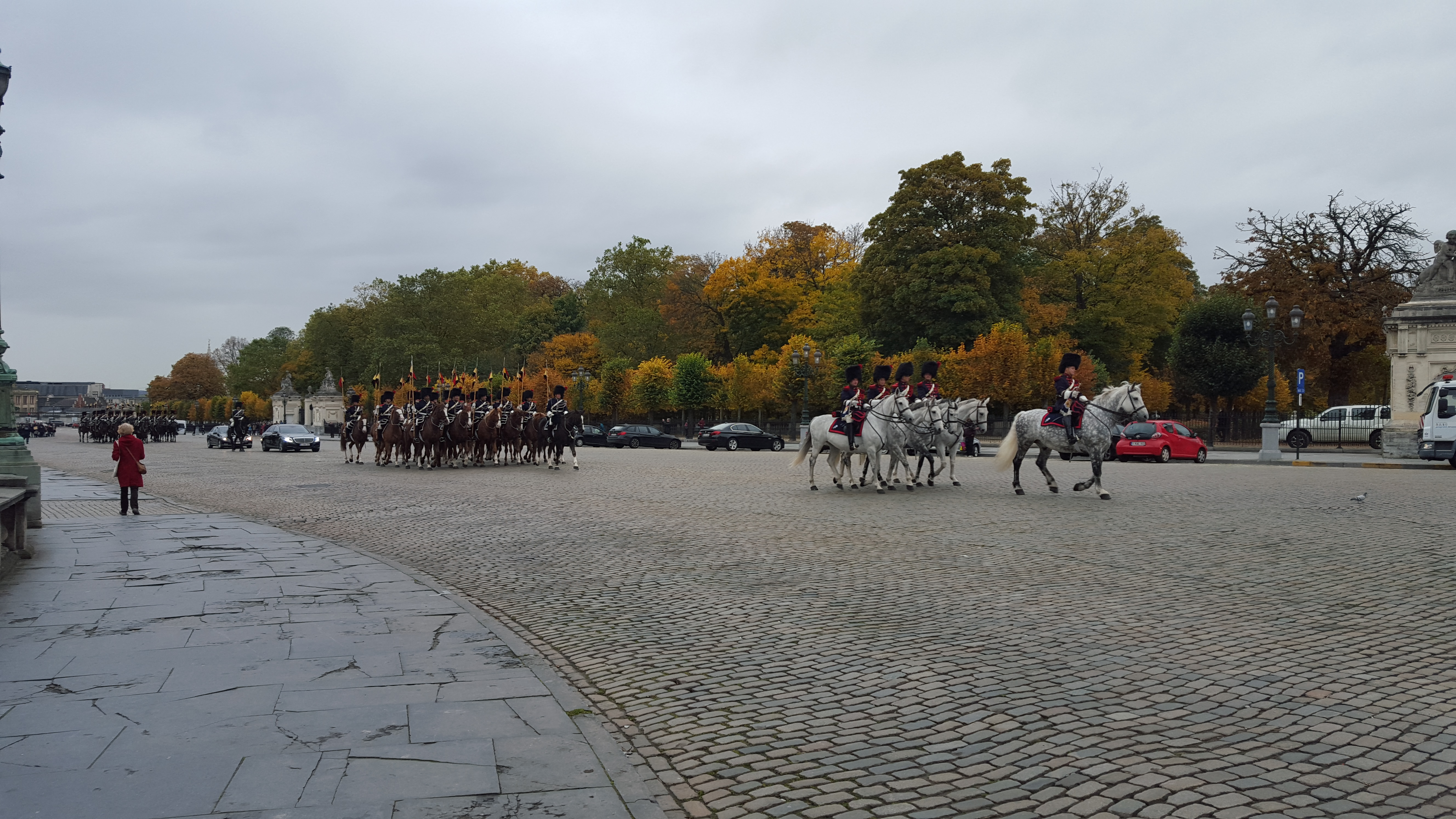
Parade militaire (répétitions pour la fête nationale).
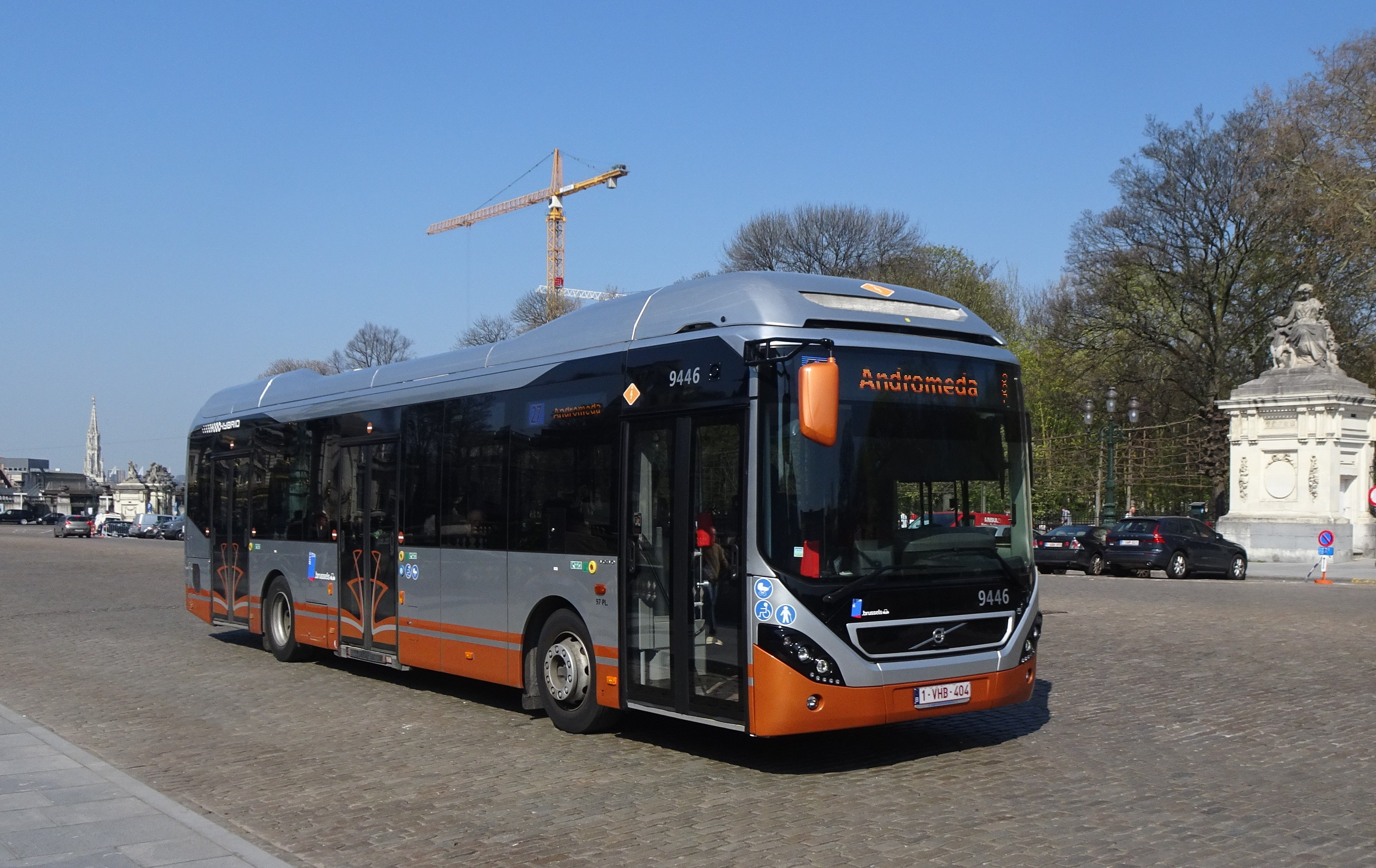
Autobus sur la place des Palais.